# Sítio Jaguariaíva
O Sítio Jaguariaíva é um sítio geológico situado no município de Jaguariaíva, estado do Paraná, Brasil.
O sítio Jaguariaíva é constituído por afloramentos de rochas da Formação Ponta Grossa, formação geológica pertencente ao Devoniano da Bacia do Paraná e estão localizados no ramal ferroviário entre as cidades de Jaguariaíva e Arapoti, entre as altitudes de 844 e 961 metros acima do nível do mar. Estes afloramentos são ricos em fósseis de invertebrados marinhos devonianos da Formação Ponta Grossa, de grande importância paleobiogeográfica. Os principais fósseis encontrados são moluscos, trilobitas, crinóides, braquiópodes, Conulata e Tentaculitoidea.
A região do sítio Jaguariaíva foi explorado por diversos pesquisadores desde da década de 1940. Entre os pesquisadores, tem-se registros no sítio de Petri (1948), Daemon (1967), Lange (1967), Popp e Barcellos-Popp (1986), Melo (1985, 1988) e Ciguel (1989). Os estudos desses cientistas contribuíram para caracterizar o sítio do Membro Jaguariaíva. Outros pesquisadores estiveram anteriormente na região deJaguariaíva, sem mencionar exatamente a localidade pesquisada, como Clarke (1913), Koslowski (1913), Oliveira (1927) e Carvalho (1941).
Em 2002, Bolzon, Azevedo e Assine sugeriram medidas de proteção para a preservação do sítio, como o tombamento da área de maior interesse paleontológico.